# بيلي ميلر
بيلي ميلر (بالإنجليزية: Billy Miller)‏ (17 سبتمبر 1979 – 15 سبتمبر 2023) هو ممثل، وممثل أفلام، من الولايات المتحدة الأمريكية، ولد في تلسا، أوكلاهوما.

## التعليم
تعلم في جامعة تكساس في أوستن.

## وصلات خارجية
- بيلي ميلر على موقع IMDb (الإنجليزية)
- بيلي ميلر على موقع قاعدة بيانات الفيلم (الإنجليزية)